# 梅佐維科-維拉

梅佐維科-維拉是瑞士的城鎮，位於該國南部，由提契諾州負責管轄，面積10.21平方公里，海拔高度460米，2011年人口1,254，八成半人口信奉羅馬天主教，人口密度每平方公里123人。